# 陈江华 (篮球运动员)
陈江华（1989年3月12日—），广东番禺人，中国篮球运动员，司职控球后卫。曾效力中国篮球职业联赛的广东华南虎篮球俱乐部。

## 生平
出生于广东省番禺縣沙湾（今广州市番禺区沙灣街道涌口村）。
在2006年7月，陈江华被尤纳斯-卡斯劳斯卡斯选入国家队。在2008年奥运会,對陣美國隊比賽中，晃過科比，一條龍上籃，一球成名。 

### 2012年奥运会
在2012年奥运会比赛中先后输给西班牙、俄罗斯、澳大利亚、巴西等，小组赛未能出线。